# Comunidade de ajuda do YouTube
A comunidade de ajuda do YouTube é um local desenvolvido pelo Google para oferecer suporte oficial sobre o YouTube para seus criadores e usuários. Lá os criadores têm contato direto com o YouTube, além de insights importantes sobre vários assuntos, desde como usar novos recursos, até maneiras de ajudar um canal a crescer.
A Comunidade de Ajuda do YouTube faz parte do ecossistema em seus Fóruns de Ajuda do Google que também oferece ajuda para todos os serviços do Google. 

### História
O Google iniciou o desenvolvimento a Comunidade de Ajuda do YouTube, denominadas grupos de discussão do Google, em 2005, em sua plataforma Google Groups. Em 2009, muitos dos grupos oficiais de discussão do Google passaram dos Grupos do Google para uma nova plataforma chamada "Fóruns de Ajuda do Google". 
Em 2016 o YouTube lançou na tentativa de se desvincular do Google Fóruns Groups, lançou o seu programa chamado YouTube Heroes, onde os usuários ganham pontos de acordo com sua contribuição no site, seja com a moderação de comentários, ajuda na criação de legendas ou respostas no fórum do YouTube.  Entretanto, a criação do programa foi rejeitado pela comunidade de criadores que forçou o YouTube repensar na melhor na sua forma de suporte e recriador novos caminhos. 
Em Janeiro de 2019, O Google fez uma grande reformulação nas suas centrais de ajuda, alterando o layout e locais dos seus fóruns em que foram transferidos do antigo Grupos do Google para sua nova Central de Ajuda, onde é atualmente o local oficial para receber ajuda nos produtos do Google. Na mesma época o YouTube resolveu voltar a se juntar ao Google e dividir o mesmo layout.

### Estrutura da Comunidade de Ajuda do YouTube
A comunidade de Ajuda do YouTube é estruturada em diferentes hierarquias e locais para buscas. Seu principal objetivo é ser um local de usuário para usuário, onde os usuários fazem perguntas e outros usuários fornecem respostas dessas perguntas. Entretanto, a mesma é monitoria e gerenciada por Especialistas em Produtos e Funcionários do Google que também participam fazendo anúncios importantes e moderando a comunidade. 

#### Expert em Produtos do YouTube
- Os usuários mais úteis e regulares da comunidade são convidados pela equipe do YouTube para se tornar como Especialistas em Produtos da Google no YouTube, A iniciativa foi criada pela equipe do YouTube, que empodera os participantes do programa a ajudar milhões de pessoas a usar e criar no YouTube, em vários idiomas ao redor do mundo. Os Especialistas têm contato direto com o YouTube, além de insights importantes sobre vários assuntos, desde como usar novos recursos, até maneiras de ajudar um canal a crescer. [1]

| Nome                                | Participante desde            |
| ----------------------------------- | ----------------------------- |
| Leonan Christopher                  | Participante desde 2017       |
| Higor Bourges                       | Participante desde 2015       |
| Vitor da Silva                      | Participante desde 2020       |
| Vinicius gonçalves                  | Participante desde 2017       |
| Funcionários do Google Responsáveis |                               |
| Natalia (TeamYouTube)               | Líder de Marketing do YouTube |
| Gabriel (TeamYouTube                | Gerente da Comunidade         |

Lista oficial da comunidade de Ajuda do YouTube.
Colaboradores de Vídeos
Os colaboradores de vídeo também criam o próprio conteúdo educativo e respondem às dúvidas na seção de comentários no canal oficial do YouTube [YouTube Criadores]. Assim como os especialistas em Produtos, os Colaboradores de Vídeos do YouTube está alinhado com programas similares do Google, como o Programa de Experts em Produtos do Google. 